# Supersolide
L'état supersolide, ou supersolidité, est un état quantique de la matière caractérisé par un comportement rhéologique superfluide mais avec un arrangement régulier des positions des atomes, comme dans un cristal.
Prédit en 1969 par les théoriciens russes Alexander Andreev (en) et Ilya Lifchitz, cet état est réalisé expérimentalement en 2019, indépendamment par trois équipes, dans des gaz d'erbium et de deux isotopes différents du dysprosium à extrêmement basse température.

## Histoire
En 1956, Oliver Penrose et Lars Onsager émettent l'hypothèse d'un état de la matière pouvant être à la fois solide et superfluide, mais leurs conclusions portent sur son impossibilité. En 1969, les théoriciens russes Alexander Andreev (en) et Ilya Lifchitz prédisent, eux, l'hypothèse que cet état existe.
En 2004, des chercheurs annoncent avoir créé et observé une phase supersolide dans un solide constitué d'hélium 4 refroidi en dessous de 175 mK. L'expérience est reproduite mais présente des anomalies, ce qui jette le doute sur l'existence réelle de cette phase.
En 2007, des mesures basées sur la diffusion de neutrons dans de l'hélium solide refroidi à une centaine de millikelvins, afin d'étudier la transition de phase semblent confirmer que l'état obtenu n'est pas celui prévu par la théorie.
Une expérience menée en 2019, indépendamment par trois équipes, dans des gaz d'erbium et de deux isotopes différents du dysprosium à extrêmement basse température aboutit à une mise en évidence d'un état supersolide, confirmée par une publication parue en 2024. 
La revue Nature publie le 5 mars 2025 un article affirmant que la lumière peut être transformée en cristal.

## Obtention
L'expérience de 2019 est menée grâce à l'obtention d'un condensat de Bose-Einstein. Les atomes d'erbium et de dysprosium ont un moment magnétique, ce qui permet de les structurer de manière régulière à une température très proche du zéro absolu. Le condensat est réalisé par confinement des atomes, à l'aide de lasers, pendant que la température est abaissée progressivement. 